# Dawit II av Etiopien
Dawit II, död 1540, var kejsare av Etiopien mellan 1508 och 1540.